# ペンサコーラ海軍航空基地
ペンサコーラ海軍航空基地（ペンサコーラかいぐんこうくうきち、英語: Naval Air Station Pensacola）は、アメリカ合衆国フロリダ州のペンサコーラに位置する、アメリカ海軍の基地である。アメリカ海軍、アメリカ海兵隊、アメリカ空軍の訓練部隊などが所在しているほか、アメリカ海軍のアクロバット飛行隊であるブルーエンジェルス（アメリカ海軍飛行デモンストレーション飛行隊）のホームベースになっている。

## 事件
2019年12月6日に基地内で3人が死亡する銃撃事件が発生し、容疑者であるサウジアラビア空軍の少尉が保安官代理に射殺された。容疑者のサウジアラビア空軍少尉は、ペンサコーラ海軍航空基地で訓練を受講中だった。

## ハリケーンによる被害
2004年9月に上陸したハリケーン・アイバンによって、ペンサコーラ海軍航空基地は南東複合施設がほぼ完全に破壊されるなど700棟以上の建物が被害を受け、被害額は5億ドル以上になった。

## 所在部隊
ペンサコーラ海軍航空基地には、以下の部隊が所在している。
海軍航空訓練コマンド隷下
- 第6訓練航空団
  - 第4訓練飛行隊（英語版）
  - 第10訓練飛行隊（英語版） - T-6A
  - 第86訓練飛行隊（英語版） - T-45C

アメリカ海軍飛行デモンストレーション飛行隊 - F/A-18E/F、C-130J
アメリカ海兵隊隷下
- 海兵隊訓練教育司令部（英語版）
  - 第21海兵航空訓練支援群（英語版）[7]
  - 第23海兵航空訓練支援群（英語版）[8]
- 第4海兵航空団
  - 第42海兵航空訓練支援群（英語版）[9]

アメリカ陸軍隷下
- アメリカ陸軍民事活動・心理作戦コマンド
  - 第350民事コマンド[10]

アメリカ空軍隷下
- 航空教育・訓練軍団
  - 第479飛行訓練群（英語版）[11]
    - 第451飛行訓練飛行隊（英語版） - T-1A
    - 第455飛行訓練飛行隊（英語版） - T-6A
    - 第479学生中隊
    - 第479運用支援中隊